# 卡林科維奇區
卡林科維奇區（羅馬化：Kalinkovichskiy rayon）是白俄羅斯東南部戈梅利州的一個區，行政中心为卡林科維奇，面積2,756.24平方公里，2009年人口64,055，人口密度每平方公里23.35人。